# Francisco Goyoaga
Francisco Goyoaga Caamaño –conocido como Paco Goyoaga– (Madrid, 16 de mayo de 1920-Madrid, 25 de mayo de 1980) fue un jinete español que compitió en la modalidad de salto ecuestre. Fue campeón mundial de saltos en 1953.
Ganó tres medallas en el Campeonato Mundial de Saltos Ecuestres, en la prueba individual, oro en 1953, bronce en 1954 y plata en 1956.
Participó en tres Juegos Olímpicos de Verano, entre los años 1956 y 1964, ocupando el sexto lugar en Estocolmo 1956 y el octavo en Tokio 1964, en la prueba por equipos.

## Palmarés internacional
| Campeonato Mundial | Campeonato Mundial | Campeonato Mundial | Campeonato Mundial |
| Año                | Lugar              | Medalla            | Categoría          |
| ------------------ | ------------------ | ------------------ | ------------------ |
| 1953               | París (Francia)    | Medalla de oro     | Individual         |
| 1954               | Madrid (España)    | Medalla de bronce  | Individual         |
| 1956               | Aquisgrán (RFA)    | Medalla de plata   | Individual         |